# Vanevan
Vanevan (in armeno Վանևան?, in passato Shafak) è un comune dell'Armenia di 394 abitanti (2009) della provincia di Gegharkunik.